# Vehkasalo (Sysmä)
Vehkasalo  est une île du lac Päijänne à Sysmä en Finlande,,.

## Présentation
L'île fait 6,7 kilomètres de long, 2,9 kilomètres de large et sa superficie est de 9,25 km2.
Elle est traversée par la route panoramique 612 ou route de l'archipel qui part de Sysmä, traverse Vehkasalo de Saamansalmi à Korkeasaarensalmi, puis traverse Judinsalo et se termine à l'église de Luhanka.
Son itinéraire suit la côte est de l'île au sud et suit les parties centrales de l'île au nord de l'île.
La route bifurque également dans les îles adjacentes de Lakusalo, Vihtastensaari, Anumi et Hietasaari,,.
L'île compte trois fermes et plus de 10 autres habitations permanentes. 
Plus de 100 chalets de vacances ont été construits principalement sur les rives de l'île.